# Max Picard
Max Picard (Schopfheim, Gran Ducat de Baden, 5 de juny de 1888 – Sorengo, Cantó de Ticino, 3 d'octubre de 1965) va ser un escriptor i filòsof suís, considerat un dels pocs pensadors que van escriure des d'una sensibilitat platònica al segle xx.

## Biografia
Nascut en el si d'una família jueva a Schopfheim, un poble alemany a la frontera amb Suïssa, Max Picard va estudiar Medicina i es va llicenciar el 1911. Va exercir com a metge primer a Heidelberg i més endavant a Múnic. Insatisfet amb les orientacions positivistes i darwinistes de la professió mèdica de l'època, va començar a partir de 1915 a distanciar-s'hi per a orientar-se cap a la filosofia. El 1919 va emigrar a Suïssa, primer a Locarno i després a Brissago.
El 1929, va acabar el treball sobre Das Menschengesicht. El 1934, es va publicar Die flucht vor Gott. Va desenvolupar una amistat amb el seu company immigrant i artista Gunter Böhmer a finals dels anys 1930. El 1939, Picard es va convertir al catolicisme romà abandonant el judaisme de la seva joventut.
Va conèixer el filòsof francès Gabriel Marcel l'any 1947, amb qui va desenvolupar una amistat i va mantindre una correspondència constant al llarg de la seva vida. Marcel va proporcionar la primera traducció francesa de Die Welt des Schweigens de Picard el 1953. Picard va rebre el Johann-Peter-Hebel-Preis el 1952. Emmanuel Levinas va elogiar el treball de Picard a la col·lecció Noms propres el 1976.

## Obra publicada
- 1914 Der Bürger. Verlag der weißen Bücher, Leipzig
- 1916 Das Ende des Impressionismus. Piper, München
- 1917 Expressionistische Bauernmalerei. Delphin, München
- 1919 Mittelalterliche Holzfiguren. Rentsch, Erlenbach
- 1921 Der letzte Mensch. E.T.Tal & Co, Leipzig
- 1929 Das Menschengesicht. Delphin, München; 2. bis 6. Aufl. 1941ff Rentsch, Erlenbach
- 1933 Die Ungeborenen, Rundgespräch zwischen M. P., Otto Gemlin, Paul Alverdes, Fritz Künkel, Hermann Herrigel, Wilhelm Michel.
- 1934 Die Flucht vor Gott. Rentsch, Erlenbach
- 1937 Die Grenzen der Physiognomik. Rentsch, Erlenbach
- 1942 Die unerschütterliche Ehe. Rentsch, Erlenbach
- 1946 Hitler in uns selbst. Rentsch, Erlenbach
- 1948 Die Welt des Schweigens. Rentsch, Erlenbach
- 1951 Zerstörte und unzerstörbare Welt. Rentsch, Erlenbach
- 1953 Wort und Wortgeräusch. Furche, Hamburg
- 1953 Die Atomisierung in der modernen Kunst. Furche, Hamburg
- 1955 Der Mensch und das Wort. Rentsch, Erlenbach
- 1955 Ist Freiheit heute überhaupt möglich? Furche, Hamburg
- 1958 Die Atomisierung der Person. Furche, Hamburg
- 1961 Einbruch in die Kinderseele. Furche, Hamburg
- 1965 Fragmente. Aus dem Nachlass 1920–1965. Rentsch, Erlenbach
- 1967 Nacht und Tag. Rentsch, Erlenbach
- 1970 Briefe an den Freund Karl Pfleger. Rentsch, Erlenbach
- 1974 Das alte Haus in Schopfheim. Aus dem Nachlass. Rentsch, Erlenbach
- 1988 Wie der letzte Teller eines Akrobaten, Auswahl aus dem Werk, hrsg. von Manfred Bosch. Thorbecke, Sigmaringen
- 1989 Nach Santa Fosca. Tagebuch aus Italien. (identisch mit 'Zerstörte und unzerstörbare Welt') List, München